# Чернохвостая игрунка

Чернохвостая игрунка (лат. Mico melanurus) — вид приматов семейства Игрунковые, обитающий в центральной части Южной Америки от южной части амазонских джунглей в Бразилии до Гран-Чако в Парагвае.. Это самый южный представитель рода Mico и единственный, обитающий вне дождевых лесов Амазонки.
Шерсть тёмно-коричневая с более светлым брюхом и чёрным хвостом. В отличие от большинства родственных видов, у этих игрунок имеется белая или светло-жёлтая полоса шерсти на бёдрах. Уши безволосые, телесного цвета, видны из шерсти. Взрослые особи достигают в длину от 18 до 28 см, весят от 300 до 400 грамм.
Дневные древесные животные. Охотно селятся в сельхозугодьях. Ночью спят в дуплах деревьях или густой растительности. Образуют небольшие группы, помечающие свою территорию пахучим секретом.
В рационе в основном древесные соки, а также птичьи яйца, фрукты, насекомые и мелкие позвоночные.
Беременность длится 145 дней. В помёте два, реже три детёныша. Самец принимает участие в воспитании молодняка. Питаются молоком матери до шести месяцев, половой зрелости достигают в возрасте двух лет.